# هيو مكمان
هيو مكمان (بالإنجليزية: Hugh McMahon)‏ (7 يوليو 1906 في المملكة المتحدة - 1997) هو سياسي ولاعب كرة قدم بريطاني (وحمل سابقاً جنسية المملكة المتحدة لبريطانيا العظمى وأيرلندا) في مركز الدفاع. لعب مع ستوك سيتي ونادي بلاكبول ونادي دونكاستر روفرز ونادي ريكسهام ونادي ووركينغتون ونادي كاودينبيث لكرة القدم ونادي ألبيون روفرز وSaltcoats Victoria F.C. ‏.